# Ultratop 50 Singles (Flandria)
Ultratop 50 Singles – cotygodniowa lista przebojów pięćdziesięciu najlepiej sprzedających się singli we Flandrii w Belgii, sporządzana i publikowana przez organizację Ultratop. Pierwsza lista została opublikowana 1 grudnia 1954. Ultratop 50 Singles jest publikowana w języku niderlandzkim, francuskim i angielskim w kilku belgijskich stacjach radiowych oraz w stacji telewizyjnej TMF Flanders.
Lista singli Ultratop w Walonii również publikowana jest jako Ultratop 50 Singles.